# Baureihe 180
De Baureihe 180 (DR Baureihe 230) van het Škoda type 80E, ook wel Knödelpresse genoemd, is een elektrische locomotief voor het personenvervoer en voor het goederenvervoer voor de Deutsche Reichsbahn (DR).

## Geschiedenis
In de jaren 1970 besloot de DR tot het elektrificeren van het traject tussen Dresden en Schöna met een spanning van 15.000 volt wisselstroom 16 2/3 Hz. De locomotief werd ontwikkeld en gebouwd door Škoda Transportation in Pilsen. Van de elektrische installatie werd het wisselstroomdeel gebouwd door VEB Lokomotivbau Elektrotechnische Werke (LEW) „Hans Beimler“ in Hennigsdorf. In 1988 werden twee prototype locomotieven door Škoda Transportation van het type 80E gebouwd als DR 230 01 en ČSD ES 499.2001 (later vernummerd in 372 001). De Deutsche Bahn (DB) neigt na 15 jaar de overgebleven locomotieven geen groot onderhoud of modernisering meer te geven.
In 1991 werd de serie van 19 locomotieven van het type 80E gebouwd. De Československé státní dráhy (CSD), sinds 1 januari 1993 České Dráhy (CD) had toen al een groot deel in het noorden van Tsjechië geëlektrificeerd met 3000 volt gelijkstroom. Het traject tussen Schöna en Děčín werd toen met diesellocomotieven overbrugd.
De laatste werkende lokomotieven werden in december 2014 aan de fabrikant Škoda Transportation in Pilsen verkocht. De lokomotieven worden na herstel bij een spoorwegbouw onderneming Trat'ova strojni spolecnost in Ostrava-Přívoz ingezet. De lokomotieven worden vervangen door het type 189.

### Ombouw
Door het verhogen van de snelheid tussen Berlijn en Dresden was het nodig om voor het personenvervoer de locomotieven aan te passen. Hierbij moest de snelheid van 120 km/h worden verhoogd tot 160 km/h. Volgens de fabrikant Škoda waren de draaistellen op papier geschikt voor een snelheid van 200 km/h. Deze snelheid is bij de proeflocomotieven nooit in de praktijk getest.
Voor de aanpassing kwamen alleen de proeflocomotief van de Deutsche Reichsbahn (DR) in aanmerking.

## Constructie en techniek
De locomotief heeft een stalen frame. Op de draaistellen wordt elke as door een elektrische motor aangedreven.

### Nummers
De locomotieven zijn door de Deutsche Reichsbahn (DR) als volgt genummerd.
- 230 001: prototype, in 1992 vernummerd in 180 001, daarna aan CD verkocht, omgebouwd en vernummerd in 371 201
- 230 002 - 020: in 1992 vernummerd in 180 002 - 020

De volgende locomotieven zijn bij DB Schenker Rail (DB) in gebruik:
- 180 002
- 180 006-012
- 180 015-020

## Treindiensten
- De locomotieven werden door de Deutsche Reichsbahn (DR) en door de Československé státní dráhy (CSD) ingezet in het personenvervoer op traject tussen Berlijn en Praag. Na de verbouwing van een deel van de locomotieven worden uitsluitend locomotieven van de České dráhy (CD) ingezet in het personenvervoer op traject tussen Berlijn en Praag.
- De niet verbouwde locomotieven worden niet meer door Deutsche Bahn (DB) voor het personenvervoer maar door DB Schenker Rail (DB) ingezet in het goederenvervoer op traject tussen Duitsland en Tsjechië via Dresden en Děčín.

## Foto's

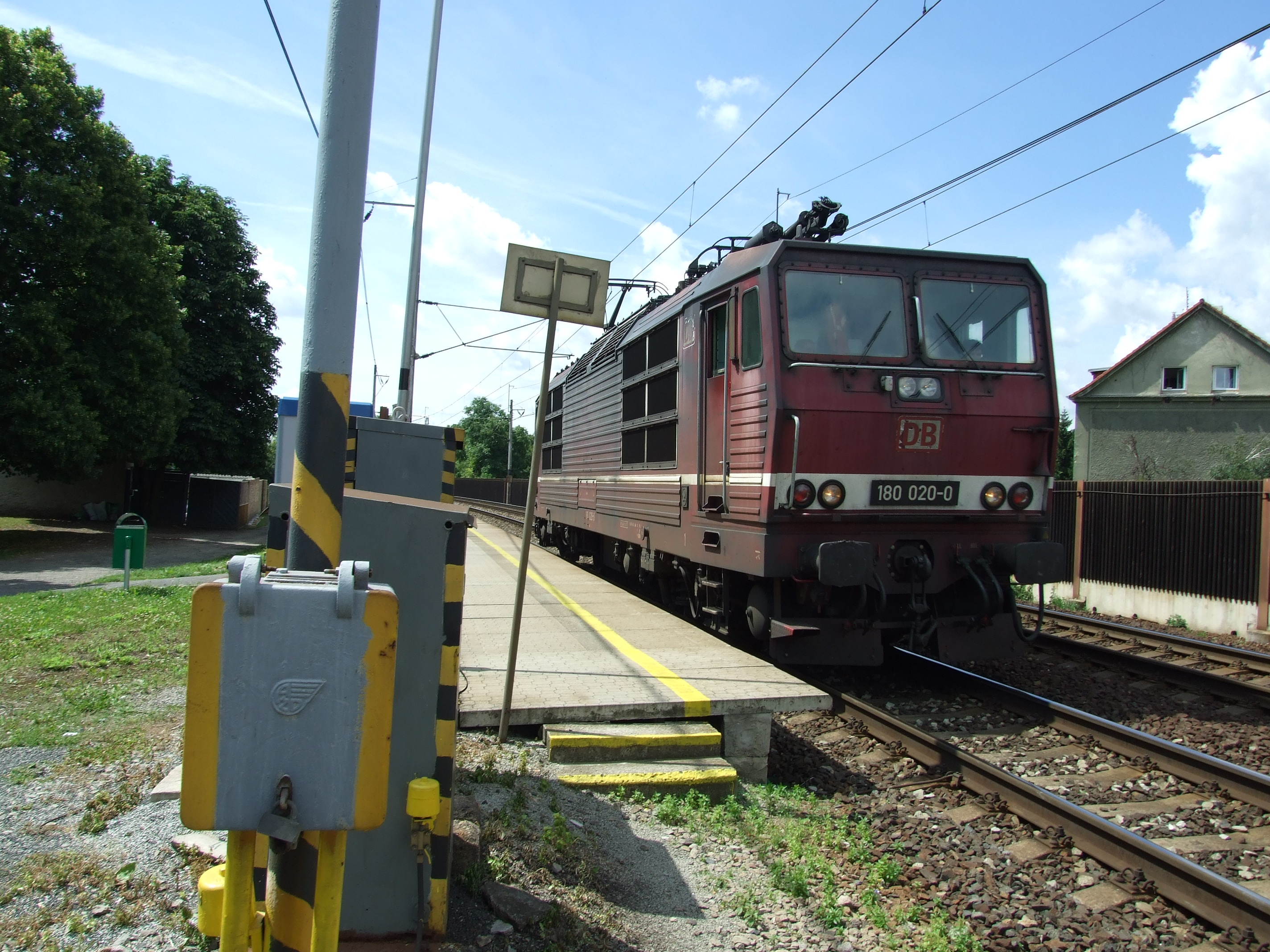
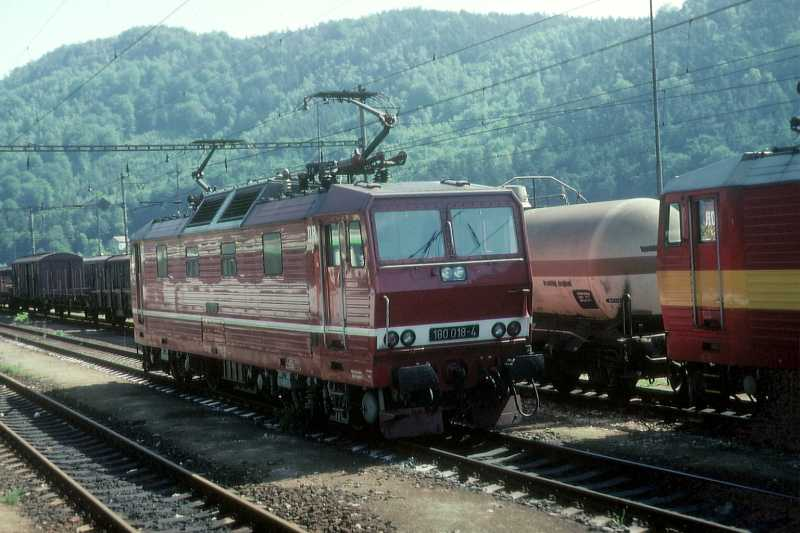
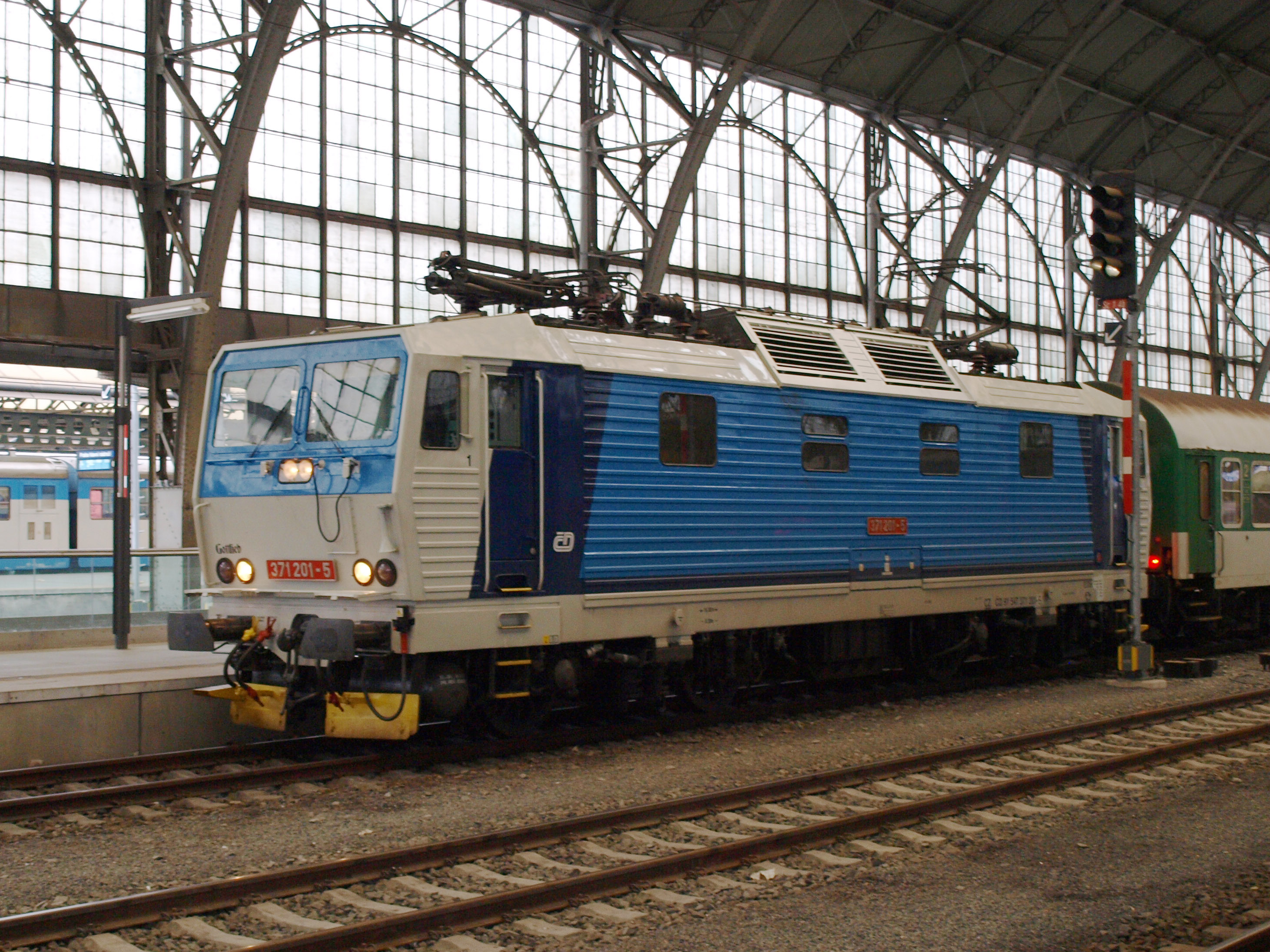
ČD 371 201, ex DR 230 001
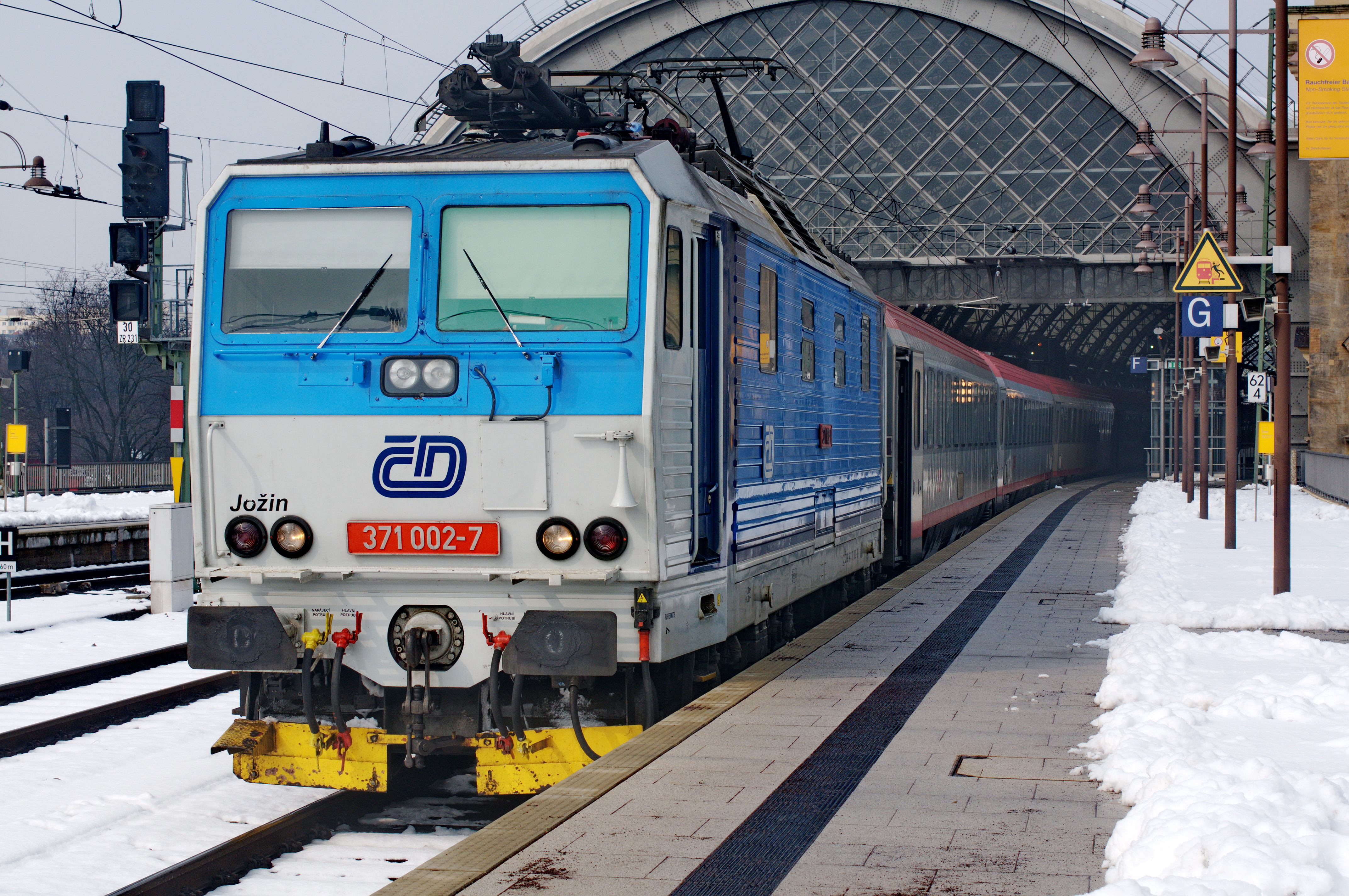
ČD 371 002-7
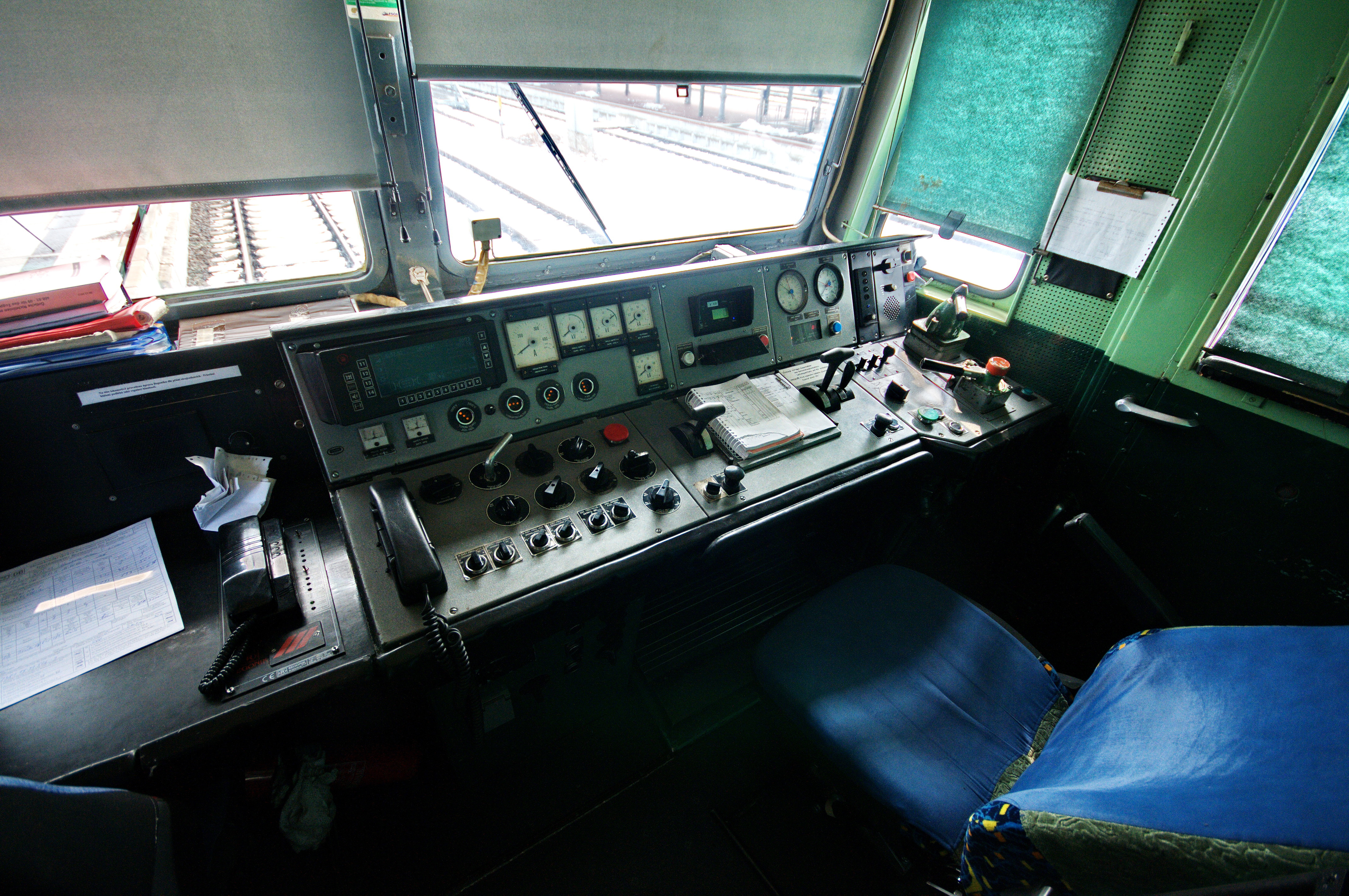
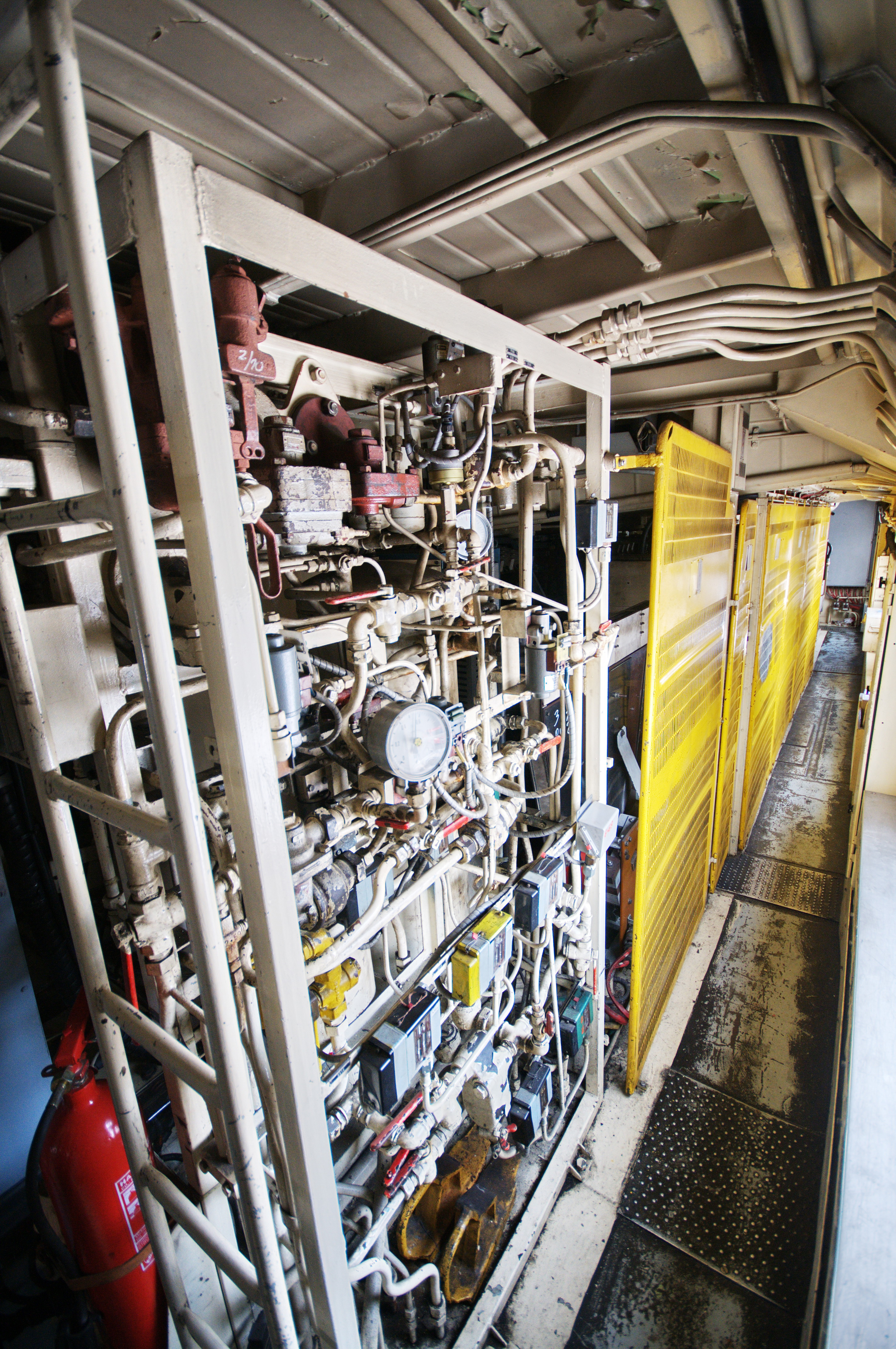

In dit overzicht staan eveneens treinen van de Deutsche Bundesbahn (DB) en van de Deutsche Reichsbahn (DR)